# Adoretus djallonus
Adoretus djallonus är en skalbaggsart som beskrevs av Frey 1967. Adoretus djallonus ingår i släktet Adoretus och familjen Rutelidae. Inga underarter finns listade i Catalogue of Life.